# Kurt Hummel
Kurt Hummel est un personnage de la série télévisée américaine Glee ; il est interprété par Chris Colfer et doublé en français par Olivier Podesta. Il est apparu dans le premier épisode de Glee. Kurt a été développé par les créateurs de Glee, Ryan Murphy, Brad Falchuk et Ian Brennan. Il est étudiant à l'école fictive de  William McKinley dans la ville de Lima, en Ohio. Il avait le béguin pour Finn Hudson, mais dans la saison 2, il commence à fréquenter Blaine Anderson, un étudiant de la Dalton Academy qui ira à William McKinley pour être avec Kurt. Sue Sylvester lui a donné pour surnoms « La Vicomtesse » puis « Porcelaine ».

## Saison 1

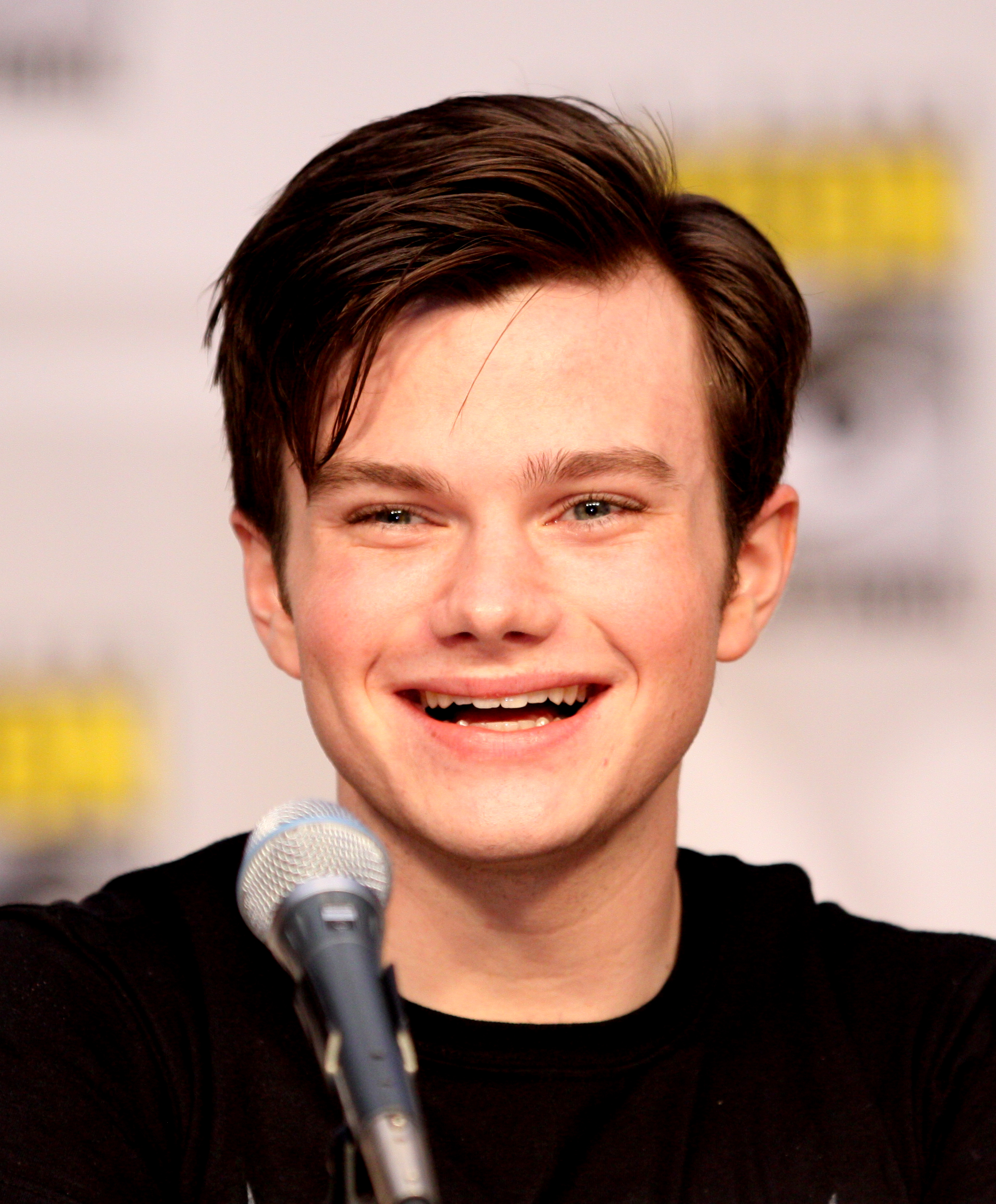
Chris Colfer interprète le rôle de Kurt Hummel.

Dans le premier épisode de Glee, Kurt auditionne pour le Glee Club, en effectuant « M. Cellophane ». Bien qu'il ait initialement caché son homosexualité, de nombreux membres supposent qu'il est gay. Il confie qu'il est gay aux autres membres du Glee Club, en premier à Mercedes Jones dans l'épisode 3 de la saison 1, « Les Acafellas », et les deux développent une grande amitié. Dans l'épisode suivant, « Droit au but », Kurt est surpris par son père Burt en train de danser sur « Single Ladies » de Beyoncé et Kurt lui fait croire que c'est un échauffement pour le foot. Il rejoint l'équipe de football grâce à Finn Hudson comme buteur et aide l'équipe à gagner. Sa confiance accrue le mène à révéler son homosexualité à son père, qui non seulement répond à l'amour et l'acceptation, mais avoue aussi à Kurt qu'il en est conscient depuis ses 3 ans, car celui-ci ne voulait que des ballerines pour ses anniversaires. Kurt quitte le football dans « Que la honte soit avec toi », quand l'entraîneur Ken Tanaka oblige les membres du Glee Club de l'équipe de foot à choisir entre le Glee Club et l'équipe.
Il a effectué un « combat de divas » avec Rachel Berry sur la chanson « Defying Gravity ». Il l’a perdu à cause d'un fa aigu qu’il a raté volontairement pour son père. Kurt a le béguin pour le quaterback de l'équipe de football, Finn Hudson, et provoque la relation de son père Burt avec Carole, la mère célibataire de Finn, dans l'espoir de passer plus de temps avec lui. Finn s'oppose d'abord à la relation, craignant que sa mère oublie son défunt père, mais se montre rassurant quand Burt avoue à Finn qu'il aime Carole. Kurt est alors consterné par la relation grandissante entre Finn et Burt. Finn et sa mère finissent par vivre avec les Hummels, mais lorsque Finn, mal à l'aise de dormir dans la même chambre que Kurt, utilise une insulte homophobe à l'encontre de Kurt au cours d'une dispute, Kurt est dévasté. Finn, pris de honte, fait amende honorable en défendant Kurt quand il est victime d'homophobie.

### Solo ou solo avec les New Directions
- Mr. Cellophane (Chicago)
- Pink Houses (John Mellencamp)
- Rose's Turn (Gypsy: A Musical Fable)
- Bad Romance (Lady Gaga) avec les New Directions (filles)

### Duo/trio/quatuor et + avec les New Directions ou autres
- Defying Gravity (Wicked) avec Rachel Berry
- 4 Minutes (Madonna feat Justin Timberlake et Timbaland) avec Mercedes Jones
- A House Is Not a Home (Dionne Warwick) avec Finn Hudson
- U Can't Touch This (MC Hammer) avec Tina Cohen-Chang, Mercedes Jones, Brittany S.Pierce et Artie Abrams

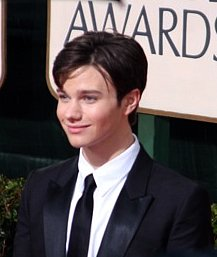
Chris Colfer a remporté plusieurs prix et a reçu de nombreuses nominations aux prix pour son interprétation de Kurt.

## Saison 2
L'automne suivant, l'intimidation contre Kurt s'est intensifiée, mais Finn Hudson refuse de l'aider cette fois, craignant que cela puisse compromettre sa position de quaterback dans son équipe. Lorsque leurs parents se marient, Finn utilise son discours de témoin comme une occasion pour s'excuser auprès de Kurt. Il débute alors un lien fraternel entre eux. Au printemps, les deux hommes s'associent pour organiser les funérailles de la sœur de Sue Sylvester, Jean (Robin Trocki), lorsque Sue est trop bouleversée pour le faire, après quoi elle termine sa longue durée de campagne visant à détruire le Glee Club.
À cause du bizutage constant d'un élève homophobe, Dave Karofsky (qui s'avèrera cependant être gay dans l'épisode Premiers baisers), Kurt change d'école et intègre la Dalton Academy, école privée composée de garçons avec une tolérance 0 en matière de discrimination. Il chante dans le Glee Club de l'école : les Warblers. C'est là-bas qu'il trouve le bonheur en rencontrant Blaine Anderson, qui deviendra par la suite son petit ami. Il retourne à son lycée d'origine après des excuses de Dave Karofsky. Il conseille Rachel lorsque celle-ci décide de se faire refaire le nez et arbore un tee-shirt « Likes Boys » lors du numéro phare de l'épisode Être ou ne pas paraître. Dans l’épisode La Reine de la Promo, à la suite d'une mauvaise blague de ses camarades, il est élu Reine du bal au côté de Dave Karofsky à qui il conseillera d'avouer son homosexualité avant la danse d'ouverture, mais Dave s'enfuit et le bal est alors ouvert par Kurt et Blaine.

### Solo ou solo avec les New Directions ou autres
- I Want to Hold Your Hand (The Beatles)
- Le Jazz Hot ! (Victor Victoria)
- Blackbird (The Beatles) avec les Warblers
- As If We Never Said Goodbye (Sunset Boulevard)
- Some people (Gypsy: A Musical Fable)

### Duo/trio/quatuor et + ou duo/trio/quatuor et + avec les New Directions ou autres
- Get Happy / Happy Days Are Here Again (Judy Garland et Barbra Streisand)  avec Rachel Berry
- Don't Cry for Me Argentina (Evita)  avec Rachel Berry
- Baby, It's Cold Outside (Frank Loesser et Lynn Garland)  avec Blaine Anderson
- Animal (Neon Trees)  avec Blaine Anderson et les Warblers
- Candles (Hey Monday)  avec Blaine Anderson et les Warblers
- For Good (Wicked et Barbra Streisand)  avec Rachel Berry

## Saison 3
Blaine Anderson, son petit ami, se fait transférer à William McKinley afin qu'ils puissent passer plus de temps ensemble pendant la dernière année scolaire de Kurt. Kurt et Rachel Berry décident qu'ils veulent aller dans une école supérieure des arts dramatiques de New York, NYADA, mais ils sont intimidés quand ils rencontrent certains de leurs concurrents et décident qu'ils ont besoin de plus d'activités à ajouter dans leurs dossiers : Kurt décide de se présenter à l'élection du président des élèves. Brittany Pierce lui propose d'être son directeur de campagne, ce qu'il accepte, mais quand il s'oppose à ses suggestions pour des affiches et tout l'attirail qui insiste trop sur son homosexualité (les affiches représentent, Kurt avec une corne de licorne sur sa tête), elle décide de se présenter contre lui. Kurt auditionne pour West Side Story, mais les responsables ne sont pas convaincus car il est efféminé ce qui ne correspond pas à Tony, le personnage principal de West Side Story, et c'est finalement Blaine qui est choisi. Lorsque Rachel croit qu'elle ne pourrait pas avoir le rôle de Maria, le premier rôle féminin, elle panique et décide de devenir candidate pour être présidente des élèves contre Kurt et Brittany, décevant Kurt. S'ensuit une période pendant laquelle les deux adolescents ne s’adressent plus la parole, malgré une tentative de rapprochement de Rachel. Il choisit de faire son discours sur la violence au lycée, après une partie de Dodgeball dans laquelle Santana Lopez s'acharne contre Finn Hudson. Rachel se retire finalement de la course et apporte son soutien à Kurt. Elle va jusqu'à truquer le vote en sa faveur. Figgins, le principal, se rend compte de la manœuvre, et menace de l'exclure si le vrai coupable ne se désigne pas. Il perd donc l'élection, mais Rachel finit par avouer son acte, le sauvant de l'exclusion. Le jour même où Kurt apprend sa défaite, son père gagne l'élection au Congrès contre Sue Sylvester.
Dans « La première fois », Kurt, Blaine et Frodon de la Franche comté abordent le sujet de leurs frontières en matière de sexualité . Lorsque Blaine va à la Dalton Academy, leur ancien lycée, il invite les Warblers à venir le voir dans West Side Story. Blaine rencontre un nouveau Warbler, Sebastian Smythe, qui est le remplaçant de Blaine. Sébastien convainc Kurt et Blaine d'aller avec lui dans un bar gay et leurs fournit des faux noms et des cartes d'identité. Kurt y croise Dave Karofsky, son ancien harceleur, qui se montre repentant. Parallèlement, Blaine et Sebastian passent la moitié de la nuit à danser ensemble. À la sortie du bar, Blaine est ivre et excité, et demande instamment à Kurt d'avoir des relations sexuelles avec lui sur la banquette arrière de sa voiture ; Kurt refuse. S'ensuit une discussion houleuse qui les laisse remontés l'un contre l'autre.
Le soir de la première, après le spectacle, ils ont une discussion dans l'auditorium vide où Blaine affirme ne pas avoir le moindre intérêt pour Sebastian. Il s'excuse pour son comportement, et Kurt propose qu'ils aillent chez lui, où leur première fois a lieu.
Plus tard, Kurt affiche clairement la couleur à propos du mariage de Rachel et Finn : il s'y oppose totalement. Mais ils finissent quand même par se fiancer.
À la suite de la tentative de suicide de David Karofsky, qui lui avait proposé qu'ils sortent ensemble, Kurt se sent coupable de ne pas l'avoir aidé à faire son coming-out et d'avoir ignoré ses appels. Il lui rend visite à l'hôpital et lui promet d'être toujours là s'il a besoin de lui.
Le nouveau leader des Vocal Adrénaline, Wade, demande de l'aide à Kurt et Mercedes Jones, car il veut se travestir et ne sait pas s'il doit prendre cette décision ou non, pour l'avenir des Vocal Adrenaline, mais Kurt et Mercedes lui répondent qu'il doit être celui qu'il est vraiment. Ils essaient en même temps de défavoriser les Vocal Adrenaline.
Plus tard, Kurt passe son audition finale pour la NYADA. Rachel et lui ne semblent pas être d'accord sur ce qu'ils doivent chanter. Rachel pense qu'ils doivent chanter leurs classiques à eux tandis que Kurt estime qu'il faut la jouer osé et original, c'est ce qu'il fait donc, et produit beaucoup d'effet à la doyenne de NYADA Carmen Tibideaux.
Enfin, à la fin de saison, on apprend que finalement Rachel est acceptée à la NYADA et  que lui non, il compte quand même se rendre à New York après l'été, en espérant pouvoir garder une relation à longue distance avec Blaine. 

### Solo
- I'm the Greatest Star (Funny Girl)
- I Have Nothing (Whitney Houston)
- Not The Boy Next Door (The Boy from Oz)
- I'll Remember (Madonna)

### Duo/trio/quatuor
- Ding-Dong! The Witch Is Dead (Barbra Streisand and Harold Arlen)  - avec Rachel Berry
- Perfect (P!nk)  - avec Blaine Anderson
- Constant Craving (k.d. lang)  - avec Shelby Corcoran et Santana Lopez
- ABC (The Jackson 5)  - avec Tina Cohen-Chang, Quinn Fabray, Mike Chang et les New Directions
- Let It Snow (Ella Fitzgerald)  - avec Blaine Anderson
- My Favorite Things (La Mélodie du bonheur)  - avec Rachel Berry, Mercedes Jones et Blaine Anderson
- Ben (Michael Jackson) - avec Finn Hudson et Rachel Berry
- Black or White (Michael Jackson) - avec Rachel Berry, Mercedes Jones, Santana Lopez, Artie Abrams et les New Directions
- Love Shack (The B52's)  - avec Mercedes Jones, Blaine Anderson, Rachel Berry et Brittany Pierce
- How Will I Know (Whitney Houston)  - avec Rachel Berry, Mercedes Jones et Santana Lopez
- My Love is Your Love (Whitney Houston)  - avec Artie Abrams, Mercedes Jones, Blaine Anderson et les New Directions
- Big Girls Don't Cry (Fergie)  - avec Rachel Berry et Blaine Anderson

## Saison 4
Au début de la quatrième saison, Kurt est le seul des diplômés à être encore à Lima. En effet, après son échec pour entrer dans l'école NYADA, il ne sait pas réellement où aller après son diplôme. Il travaille donc au Lima Bean en tant que serveur, cela dit Blaine est là pour le guider et il lui conseille vivement de s'en aller à New York et de rejoindre Rachel qu'il soit pris à la NYADA ou non. C'est ce qu'il décide de faire dès le premier épisode.
Une fois installé dans un loft à New York avec Rachel, il décide de trouver un stage chez Vogue.com et attendant le second semestre d'inscription à la NYADA. Pendant qu'il est à New York, Blaine lui avoue qu'il a vu quelqu'un car il se sentait seul sans lui. Kurt décide donc de rompre avec lui. Mais ils resteront bons amis. 
Pendant le Winter Showcase à la fin du premier semestre de la NYADA, Kurt se voit proposer une audition par Carmen Tibideaux. Il interprétera Being Alive de Company et sera accepté pour le second semestre. Durant ses premiers jours à la NYADA, Kurt fait la rencontre d'Adam Crawford, qui étudie aussi à la NYADA. Adam est le fondateur du « Glee Club » de la NYADA : « The Adam's Apple ». Par la suite, ils passent de plus en plus de temps ensemble et Kurt semble vouloir tourner la page de son histoire avec Blaine. Plus tard, ils finissent par sortir ensemble mais se sépareront car Kurt réalise qu'il aime encore Blaine malgré ce qui a pu se passer.
En fin de saison, Kurt rentre à Lima quelques mois avant la fin des cours et la remise des diplômes des lycéens, car son père qui s'est découvert atteint du cancer doit passer des tests médicaux pour savoir s'il est en rémission. Il retrouve ses amis Mike Chang et Mercedes en plus des lycéens dont Blaine qui lui demande de rester pour les Régionales. Il réfléchira à la relation qu'il a avec Blaine quand il assistera au mariage de Will Schuester et Emma Pillsbury.

### Solo
- Being Alive (Company)
- You Are the Sunshine of My Life (Stevie Wonder)

### Duo/trio/quatuor
- The Way You Look Tonight/You're Never Fully Dressed (Without a Smile) (Fred Astaire/Annie) - Avec Isabelle Klempt et Rachel Berry
- Don't Speak (No Doubt) - Avec Rachel Berry, Finn Hudson et Blaine Anderson
- You're the One That I Want (Grease)  - Avec les Anciens New Directions et les Nouveaux
- Let's Have a Kiki/Turkey Lurkey Time (Scissors Sisters/Promises, Promises)  - Avec Rachel Berry et Isabelle Wright
- White Christmas (Bing Crosby)  - Avec Blaine Anderson
- Have Yourself a Merry Little Christmas (Judy Garland)  - Avec Blaine Anderson, Brittany S.Pierce, Sam Evans, Noah Puckerman, Jake Puckerman et les New Directions
- Bring Him Home (Les Misérables)  - Avec Rachel Berry
- Just Can't Get Enough (Depeche Mode)  - Avec Blaine Anderson
- We've Got Tonight (Kenny Rogers & Sheena Easton)  - Avec Rachel Berry, Finn Hudson, Blaine Anderson, Artie Abrams, Betty Pillsbury, Santana Lopez, Quinn Fabray, Jake Puckerman et Marley Rose
- Come What May (Moulin Rouge)  - Avec Blaine Anderson
- Mamma Mia (ABBA)  - Avec Rachel Berry, Santana Lopez & les New Directions
- At The Ballet (A Chorus Line)  - Avec Rachel Berry, Santana Lopez & Isabelle Wright

## Saison 5
Dans le tout premier épisode de la saison, Blaine demande Kurt en mariage, celui-ci accepte. Ils sont maintenant fiancés.
Kurt fonde un groupe qui se nomme Pamela Lansbury et qui est composé de Rachel Berry, Santana Lopez, Dani et Elliot Gilbert alias « Starchild ». Il rêve de gloire et de consécration avec son groupe. Plus tard, Kurt se rebelle et se fait tatouer « It’s Got Bette Midler » sur l'épaule.
Au milieu de la saison, Kurt est victime d'une agression homophobe et est contraint de rester à l'hôpital pour soigner ses blessures.
À la fin de la saison, il auditionne pour le rôle principal dans le spectacle Peter Pan d'une maison de retraite. Il est très content de pouvoir interpréter ce rôle même si tous ses amis ne le comprennent pas.